# Ryu Kyung-soo
Ryu Kyung-soo (hangul: 류경수), es un actor surcoreano.

## Biografía
Estudió drama en la Universidad de Chung Ahn (hangul: 중앙대학교, inglés: "Chung-Ang University").

## Carrera
Es miembro de la agencia "Huayi Brothers Korea Entertainment" (화이브라더스코리아).
En marzo del 2019 se unió al elenco recurrente de la serie Confession, donde interpretó a Han Jong-goo, un sospechoso en el caso de asesinato de Eun Seo-gu.
El 31 de enero del 2020 se unió al elenco recurrente de la serie Itaewon Class, donde dio vida al exgánster Choi Seung-kwon, uno de los empleados de "DanBam" y uno de los amigos y antiguos compañeros de celda de Park Sae-ro-yi (Park Seo-joon), hasta el final de la serie el 21 de marzo del mismo año.

## Filmografía

### Series de televisión
| Año     | Título                                      | Personaje       | Notas        | Ref.          |
| ------- | ------------------------------------------- | --------------- | ------------ | ------------- |
| 2007    | Catch A Kang Nam Mother (강남엄마 따라잡기) | -               |              |               |
| 2012    | Happy Ending                                | Park Jung-ho    |              |               |
| 2013    | Two Weeks                                   | -               |              |               |
| 2019    | Confession                                  | Han Jong-goo    |              |               |
| 2020    | Itaewon Class                               | Choi Seung-kwon | 16 episodios |               |
| 2020-21 | Amor en la ciudad                           | Kang-gun        | 17 episodios | [ 8 ] [ 9 ]   |
| 2021    | Hellbound                                   | Yoo-ji          | 3 episodios  |               |
| 2022    | Glitch                                      | Kim Byung-jo    |              | [ 10 ]        |
| 2023    | Tale of the Nine Tailed 1938                | Cheon Moo-young |              | [ 11 ] [ 12 ] |
| 2025    | Nuestro Seúl por descubrir                  | Han Se-jin      |              | [ 13 ] [ 14 ] |

### Películas
| Año  | Título                                   | Personaje                 | Notas              | Ref.          |
| ---- | ---------------------------------------- | ------------------------- | ------------------ | ------------- |
| 2011 | Underpass of Changu-dong (창우동 굴다리) | 젊은 남자                 |                    |               |
| 2013 | Pluto                                    | Park Jung-jae             |                    |               |
| 2014 | Midnight Sun                             | -                         |                    |               |
| 2016 | 새벽은 짧다                              | 영재                      |                    |               |
| 2016 | 선생양반                                 | 태식                      |                    |               |
| 2017 | 캔디드 샷                                | 희준                      |                    |               |
| 2017 | Midnight Runners                         | Oficial de policía        |                    |               |
| 2017 | Baby Beside Me                           | Baek-hyun                 |                    |               |
| 2018 | 시계                                     | 진현호                    |                    |               |
| 2018 | 동아                                     | 운동화 남                 |                    |               |
| 2018 | 대무가                                   | -                         |                    |               |
| 2018 | 공회전                                   | -                         |                    |               |
| 2018 | 몽타주                                   | -                         |                    |               |
| 2018 | The Vanished (사라진 밤)                 | Equipo de reparación      |                    |               |
| 2019 | Possible Faces (얼굴들)                  | -                         |                    |               |
| 2019 | Hit-and-Run Squad                        | Oficial de tránsito       |                    |               |
| 2019 | A Resistance                             | Nishida / Jung Chun-young |                    |               |
| 2019 | 박동혁, 동철                             | 박동철                    |                    |               |
| 2019 | A Daytime Picnic                         | Goo Jae-min               |                    |               |
| 2019 | The Divine Fury                          | Doctor                    |                    |               |
| 2020 | Daemuga: Sorrow and Joy                  | -                         |                    |               |
| 2022 | Broker                                   | Shin Tae-ho               | Aparición especial | [ 15 ]        |
| 2023 | Jung_E                                   | Sang-Hoon                 |                    | [ 16 ]        |
| 2025 | Yadang: The Snitch                       | Cho Hoon                  |                    | [ 17 ] [ 18 ] |

### Programas de variedades
| Año  | Título                           | Notas                                           |
| ---- | -------------------------------- | ----------------------------------------------- |
| 2020 | Knowing Bros (Ask Us Anything)   | invitado - junto a Ji Chang-wook y Kim Min-seok |
| 2022 | Young Actors' Retreat (Youth MT) | miembro                                         |

### Eventos
| Año  | Título                  | Notas         |
| ---- | ----------------------- | ------------- |
| 2021 | 2021 Asia Artist Awards | [ 20 ] [ 21 ] |

### Musicales
| Año | Título                       | Personaje | Notas |
| --- | ---------------------------- | --------- | ----- |
| -   | 아무런 이야기, 돼지들의 산책 | -         |       |
| -   | 작가 서익수                  | -         |       |
| -   | 모호를 위한 변주             | -         |       |
| -   | 작가를 찾는 6인의 등장인물   | -         |       |

### Anuncios
| Año | Título        | Notas |
| --- | ------------- | ----- |
| -   | KT 커피트럭편 |       |
| -   | 박카스        |       |
| -   | 29초영화제    |       |
| -   | 맥심모카골드  |       |

## Premios y nominaciones
| Año  | Premio                 | Categoría        | Trabajo | Resultado | Ref.   |
| ---- | ---------------------- | ---------------- | ------- | --------- | ------ |
| 2021 | 2021 Asia Artist Award | AAA Icon (Actor) | -       | Ganador   | [ 22 ] |